# Hannes Meidal
Erik Hannes Meidal, född 18 juni 1979 i Sofia församling, Stockholm, är en svensk skådespelare.

## Biografi
Hannes Meidal, som är son till Björn Meidal och Ruth Jacoby, utbildades vid Teaterhögskolan i Stockholm 2003–2007 och tillhör sedan 2013 Dramatens fasta ensemble. Meidal debuterade 2005 som dramatiker med enaktaren Kafka på Strindbergs Intima Teater och Teater Galeasen i Stockholm. Han skrev tillsammans med Jens Ohlin monologen Trompe-l'oeil, som han spelade på Kulturhusets scen LIMBO 2007–2008 samt Rövare, fritt efter Schiller, (2012) och Don Giovanni (2014) för Unga Dramaten. Don Giovanni sattes 2023 också upp Düsseldorfer Schauspielhaus i Düsseldorf, Tyskland. Med Ohlin skrev han också Marodörer (Dramaten 2015), Faust (Dramaten 2018) samt Hamlet (Teater Galeasen/Dramaten 2017) och (Macbeth) (Dramaten 2022) i vilka han spelade titelrollerna. Han har även varit engagerad vid Teater Galeasen, Strindbergs Intima Teater, Turteatern, Unga Tur, Judiska teatern, Riksteatern, Malmö Stadsteater, Parkteatern, och Stockholms Stadsteater. Han är också en återkommande röst i Radioteaterns föreställningar och även engagerad som recitatör. Meidal har studerat  teatervetenskap och var redaktör för boken Dionysos och Apollon – Keve Hjelms tankar om teater (Carlsson bokförlag 2004).
Meidal medverkade 2013 i den flerfaldigt prisbelönta uppsättningen av Tadeusz Slobodzianeks pjäs Vår klass på Teater Galeasen.
2017 tilldelades han, tillsammans med Jens Ohlin, Svenska Dagbladets Thaliapris för titelrollen i deras version av Hamlet på Teater Galeasen och på Sveriges Television. Hamlet tilldelades även Svenska teaterkritikers förenings teaterpris 2017. För sin rolltolkning tilldelades han även Stockholms stads kulturstipendium 2018 med motiveringen: "Hannes Meidals rolltolkning av Hamlet skapar en djup medkänsla hos publiken. Hans oförglömliga gestaltning gör traditionella tolkningar av rollen omöjlig. En skakande skildring som sätter sig i kropp och själ." 2021 tilldelades han, tillsammans med Jens Ohlin, Falstaffpriset.  Deras pjäser Hamlet och (Macbeth) utkom 2023 i bokform på förlaget Kaunitz-Olsson. 

## Priser och utmärkelser
- 2005 – Anders Sandrews stipendium
- 2009 – Parkteaterns Vänners stipendium (för monologen Aldrig Mozart)
- 2016 – Dramatens Vänners stipendium
- 2016 – Dramatens Oscar Lindgrens stipendium
- 2017 – Thaliapriset
- 2017 – Svenska Teaterkritikernas pris (tillsammans med Jens Ohlin för Hamlet på Teater Galeasen)
- 2017 – Daniel Sachs Egensinnighetsstipendium (tillsammans med Jens Ohlin)
- 2017 – Kurt Nylanders stipendium (tillsammans med Jens Ohlin)
- 2018 – Stockholms stads kulturstipendium
- 2019 – Strindbergs Intima Teaters Vänners stipendium
- 2021 – Falstaffpriset (tillsammans med Jens Ohlin)
- 2024 – Madrid Film Award, "Best Actor" (för kortfilmen Björnen sover)

## Filmografi (urval)
- 2014 – Stockholm Stories
- 2017 – Vår tid är nu (TV-serie)
- 2017 – Hamlet
- 2018 – Sthlm Rekviem (TV-serie)
- 2018 – Livet på Dramaten (TV-serie)
- 2018 – De dagar som blommorna blommar (TV-serie)
- 2021 – Snöänglar (TV-serie)
- 2021 – Ture Sventon och jakten på Ungdomens källa (TV-serie)
- 2022 – Dogborn
- 2022 – Nattryttarna (TV-serie)
- 2023 – Ett dockhem
- 2023 – Björnen sover
- 2024 – Veronika (TV-serie)
- 2025 – Stenbeck (TV-serie)

## Ljudboksinläsningar (urval)
- 2018 – Höstgärning (Stand by Me) av Stephen King
- 2019 – Ålevangeliet av Patrik Svensson
- 2020 – Jungfrustigen av Philip Teir
- 2021 – Natten av Elie Wiesel
- 2022 – Den lodande människan av Patrik Svensson
- 2023 – Det förlorade paradiset av John Milton
- 2024 – Aeneiden av Vergilius

## Teater

### Roller (ej komplett)
| År   | Roll                                    | Produktion                                                                   | Regi                              | Teater                               |
| ---- | --------------------------------------- | ---------------------------------------------------------------------------- | --------------------------------- | ------------------------------------ |
| 2005 | Kafka                                   | Kafka Hannes Meidal                                                          | Jens Ohlin                        | Strindbergs Intima teater/ Galeasen  |
| 2005 | Mågen                                   | Pelikanen August Strindberg                                                  | Emil Graffman                     | Galeasen                             |
| 2007 | Olof                                    | Mäster Olof August Strindberg                                                | Pontus Plaenge                    | Turteatern                           |
| 2007 | Titurel                                 | Parsifal Richard Wagner                                                      | Nils Poletti                      | Unga Tur                             |
| 2008 | Alland                                  | Den bergtagna Victoria Benedictson                                           | Jens Ohlin                        | Strindbergs Intima teater / Galeasen |
| 2008 | Fadern                                  | Vigseln (Ślub) Witold Gombrowicz                                             | Nils Poletti                      | Turteatern                           |
| 2009 | Gustaf                                  | Fordringsägare August Strindberg                                             | Linus Fellbom                     | Riksteatern                          |
| 2009 | Popper                                  | Moral Science Club Hamadi Khemiri                                            | Ensemblen och Farnaz Arbabi       | Judiska teatern                      |
| 2009 | Den gamle                               | Stolarna (Les Chaises) Eugene Ionesco                                        | Hannes Meidal och Anna Pettersson | Strindbergs Intima teater            |
| 2010 | Konstantin                              | Måsen (Чайка, Tjajka) Anton Tjechov                                          | Anna Pettersson                   | Malmö Stadsteater                    |
| 2010 | Charon Minotaurus Vanni Fucci Kerberos  | Inferno Peter Weiss                                                          | Nils Poletti                      | Dramaten                             |
| 2011 | Aljosja                                 | Bröderna Karamazov (Братья Карамазовы, Bratja Karamazovy) Fjodor Dostojevski | Peter Oskarson                    | Stockholms Stadsteater               |
| 2011 | Thomas                                  | Tjuvar (Diebe) Dea Loher                                                     | Jenny Andreasson                  | Dramaten                             |
| 2012 | Franz von Moor                          | Rövare (Die Räuber) Friedrich Schiller                                       | Jens Ohlin                        | Dramaten                             |
| 2012 | Barry Holden                            | Spoon River Edgar Lee Masters                                                | Benoît Malmberg                   | Dramaten                             |
| 2013 | Samuel                                  | Som löven i Vallombrosa Lars Norén                                           | Vibeke Bjelke                     | Dramaten                             |
| 2013 | Abram                                   | Vår klass (Nasza klasa) Tadeusz Slobodzianek                                 | Natalie Ringler                   | Galeasen                             |
| 2014 | Läppen                                  | Don Giovanni Hannes Meidal och Jens Ohlin                                    | Jens Ohlin                        | Dramaten                             |
| 2014 | Trigorin                                | Måsen (Чайка, Tjajka) Anton Tjechov                                          | Vibeke Bjelke                     | Dramaten                             |
| 2015 | Gregers Werle                           | Vildanden Henrik Ibsen                                                       | Anna Pettersson                   | Dramaten                             |
| 2015 | Axel Egerman                            | Marodörer Hannes Meidal och Jens Ohlin                                       | Jens Ohlin                        | Dramaten                             |
| 2016 | Valere                                  | Den girige (L'Avare) Molière                                                 | Gösta Ekman                       | Dramaten                             |
| 2016 | Pappa                                   | Ensam och Esmeralda Martina Montelius                                        | Agneta Ehrensvärd                 | Dramaten                             |
| 2016 | Bazarov                                 | Fäder och söner (Fathers and Sons) Brian Friel                               | Runar Hodne                       | Dramaten                             |
| 2017 | Hamlet                                  | Hamlet Jens Ohlin och Hannes Meidal                                          | Jens Ohlin                        | Teater Galeasen/ Dramaten            |
| 2017 | Kreon                                   | Oidipus/Antigone (Οἰδίπους Τύραννος/Ἀντιγόνη) Sofokles                       | Eirik Stubø                       | Dramaten                             |
| 2018 | Javgenij Vachtangov Djävulens lillebror | Fenix Ann-Sofie Bárány                                                       | Suzanne Osten                     | Dramaten                             |
| 2018 | Valentin                                | Faust Jens Ohlin och Hannes Meidal                                           | Jens Ohlin                        | Dramaten                             |
| 2019 | David                                   | Orfeus stiger ner (Orpheus descending) Tennessee Williams                    | Runar Hodne                       | Dramaten                             |
| 2019 | Hamlet                                  | Hamlet Jens Ohlin och Hannes Meidal                                          | Jens Ohlin                        | Teater Galeasen/ Dramaten            |
| 2019 |                                         | Ett drömspel August Strindberg                                               | Anna Pettersson                   | Strindbergs Intima teater            |
| 2020 | Bill                                    | Determinism Mattias Andersson                                                | Mattias Andersson                 | Dramaten                             |
| 2020 | Tomas                                   | Maj Kristina Sandberg                                                        | Ellen Lamm                        | Dramaten                             |
| 2021 |                                         | Den yttersta minuten Mattias Andersson                                       | Mattias Andersson                 | Dramaten                             |
| 2021 | Tomas                                   | Maj Kristina Sandberg                                                        | Ellen Lamm                        | Dramaten                             |
| 2022 | Macbeth                                 | (Macbeth) Hannes Meidal och Jens Ohlin                                       | Jens Ohlin                        | Dramaten                             |
| 2022 | Pappa                                   | Exit Parkour Ada Berger                                                      | Örjan Andersson                   | Dramaten                             |
| 2023 | Torvald                                 | Ett dockhem (Et Dukkehjem) Henrik Ibsen                                      | Anna Pettersson                   | Dramaten                             |
| 2023 | Otto                                    | Mefisto Klaus Mann                                                           | Natalie Ringler                   | Dramaten                             |
| 2023 | Maurice                                 | Fruktansvärda fantasier Tove Sahlin                                          | Tove Sahlin                       | Dramaten                             |
| 2024 | Per                                     | Lille Eyolf Henrik Ibsen                                                     | Stefan Larsson                    | Dramaten                             |
| 2025 | Roland (gris) Fox Servitör              | Jefferson Jean-Claude Mourlevat                                              | Olle Törnqvist                    | Dramaten                             |